# Liberia (Costa Rica)
Liberia es el distrito primero y ciudad cabecera del cantón de Liberia, en la provincia de Guanacaste, de Costa Rica.
En Liberia se encuentra el Aeropuerto de Guanacaste, el segundo más importante de Costa Rica y el noveno de Centroamérica por movimiento de pasajeros y es el AIFA

## Ubicación
Ubicado en el cantón del mismo nombre, a 215 kilómetros al noroeste de San José y a 75 kilómetros al sur de la frontera con Nicaragua.

## Historia
La población de la Villa de Guanacaste, hoy Liberia, surgió a partir de 1769 alrededor de una ermita, aunque sin acto jurídico formal de fundación. El 25 de julio de 1824 sus vecinos declinaron la invitación del gobierno de Costa Rica para unirse a ese país. En 1825, mediante una ley del Congreso Federal de Centroamérica, se agregó a Costa Rica todo el territorio del antiguo Partido de Nicoya y Guanacaste.
Gradualmente desplazó a Nicoya como principal población del territorio y fue erigida en cabecera del Departamento de Guanacaste.
En 1836 recibió el título de ciudad y en 1854 cambió su nombre por el de Liberia, mientras que la provincia pasaba a denominarse Moracia, en honor a Juan Rafael Mora Porras, presidente de la república en ese momento. Luego del golpe de Estado que le dieron a este último, la provincia volvió a llamarse definitivamente Guanacaste, pero su cabecera mantuvo el nombre de Liberia.

## Geografía
Liberia cuenta con un área de 563,02 km² y una altitud media de 144 m s. n. m.

## Demografía
Para el año 2022, Liberia cuenta con una población estimada de 65 922 habitantes, y para el último censo efectuado, en 2011, Liberia contaba con una población de 53 382 habitantes.
Representa alrededor del 98,83% del total del cantón.
De ellos, alrededor de 45,000 [¿cuándo?] viven en el área metropolitana de la ciudad de Liberia, una de las aglomeraciones urbanas más grandes del país fuera del Valle Central.

### Personas notables
- José Carlos Sáenz Esquivel

## Localidades
- Barrios: Alaska, Ángeles, Buenos Aires, Capulín, Cerros, Condega, Corazón de Jesús, Curime, Choricera, Chorotega, Gallera, Guaria, Jícaro, La Carreta, Llano La Cruz, Mocho (Santa Lucía), La Arena, Moracia, Nazareth, Pueblo Nuevo, Sabanero, San Miguel, San Roque, Sitio, Veinticinco de Julio, Victoria, Villanueva.
- Poblados: Caraña, Isleta (parte), Juanilama, Montañita, Paso Tempisque (parte), Pelón de la Bajura, Polvazales, Roble de Sabana, Rodeito, Salto (parte), San Benito, San Hernán, San Lucas, Santa Ana, Terreros, Zanjita, Sector Santa Luisa-La Arena.

## Economía

### Turismo
Liberia es el centro regional más importante del noroeste de Costa Rica. El centro de la ciudad alberga una iglesia moderna, frente a la cual se encuentra un parque, siguiendo el patrón urbano común en muchas poblaciones costarricenses. Este parque está rodeado de locales comerciales y restaurantes, lo que lo convierte en un punto de encuentro social y cultural.
A unos 450 metros al oeste de la iglesia central se encuentra la Ermita de La Agonía, considerada el lugar de origen del asentamiento, fundado en 1769.
Liberia también es sede de una importante celebración en el mes de julio, que conmemora la anexión de la provincia de Guanacaste a Costa Rica, ocurrida el 25 de julio de 1824. Durante esta época, se realizan exposiciones, actividades culturales y eventos cívicos que resaltan la identidad guanacasteca.
Entre las atracciones en la ciudad o en sus cercanías se encuentran Ponderosa Adventure Park, un parque estilo safari africano. ubicado a 4 kilómetros al sur de la ciudad; el Museo del Sabanero ubicado en el centro de la ciudad, y el casco central de la ciudad, sur de la iglesia central, que incluye edificaciones del siglo XIX y varios restaurantes ubicada en el Calle Real y aldredor. 
Existe en esta ciudad dos centros centro comercial de la región Pacífica, el Mall Centro Plaza Liberia y Plaza Santa Rosa.

## Transporte

### Aeropuertos
El Aeropuerto de Guanacaste se ubica a seis kilómetros al oeste de la ciudad, siguiendo la ruta nacional 21 a Nicoya y Playa Naranjo en Paquera.

### Carreteras
Al distrito lo atraviesan las siguientes rutas nacionales de carretera:
- Ruta nacional 1
- Ruta nacional 21
- Ruta nacional 918

## Clima
| Parámetros climáticos promedio de Liberia, Costa Rica                                           | Parámetros climáticos promedio de Liberia, Costa Rica | Parámetros climáticos promedio de Liberia, Costa Rica | Parámetros climáticos promedio de Liberia, Costa Rica | Parámetros climáticos promedio de Liberia, Costa Rica | Parámetros climáticos promedio de Liberia, Costa Rica | Parámetros climáticos promedio de Liberia, Costa Rica | Parámetros climáticos promedio de Liberia, Costa Rica | Parámetros climáticos promedio de Liberia, Costa Rica | Parámetros climáticos promedio de Liberia, Costa Rica | Parámetros climáticos promedio de Liberia, Costa Rica | Parámetros climáticos promedio de Liberia, Costa Rica | Parámetros climáticos promedio de Liberia, Costa Rica | Parámetros climáticos promedio de Liberia, Costa Rica |
| Mes                                                                                             | Ene.                                                  | Feb.                                                  | Mar.                                                  | Abr.                                                  | May.                                                  | Jun.                                                  | Jul.                                                  | Ago.                                                  | Sep.                                                  | Oct.                                                  | Nov.                                                  | Dic.                                                  | Anual                                                 |
| ----------------------------------------------------------------------------------------------- | ----------------------------------------------------- | ----------------------------------------------------- | ----------------------------------------------------- | ----------------------------------------------------- | ----------------------------------------------------- | ----------------------------------------------------- | ----------------------------------------------------- | ----------------------------------------------------- | ----------------------------------------------------- | ----------------------------------------------------- | ----------------------------------------------------- | ----------------------------------------------------- | ----------------------------------------------------- |
| Temp. máx. media (°C)                                                                           | 33.4                                                  | 34.4                                                  | 35.4                                                  | 35.9                                                  | 33.9                                                  | 32.0                                                  | 32.1                                                  | 32.1                                                  | 31.3                                                  | 30.9                                                  | 31.6                                                  | 32.5                                                  | 33                                                    |
| Temp. mín. media (°C)                                                                           | 20.7                                                  | 21.1                                                  | 21.6                                                  | 22.7                                                  | 23.4                                                  | 23.2                                                  | 22.8                                                  | 22.6                                                  | 22.4                                                  | 22.3                                                  | 21.5                                                  | 21.0                                                  | 22.1                                                  |
| Precipitación total (mm)                                                                        | 1.4                                                   | 1.8                                                   | 4.2                                                   | 22.6                                                  | 196.4                                                 | 247.9                                                 | 160.2                                                 | 211.3                                                 | 363.5                                                 | 335.6                                                 | 104.8                                                 | 11.3                                                  | 1661                                                  |
| Días de precipitaciones (≥ 1 mm)                                                                | 0.5                                                   | 0.4                                                   | 0.5                                                   | 2.1                                                   | 12.0                                                  | 16.7                                                  | 13.2                                                  | 14.7                                                  | 19.9                                                  | 18.2                                                  | 9.2                                                   | 3.1                                                   | 110.5                                                 |
| Fuente: Instituto Meteorológico Nacional World Meteorological Organization (precipitation data) |                                                       |                                                       |                                                       |                                                       |                                                       |                                                       |                                                       |                                                       |                                                       |                                                       |                                                       |                                                       |                                                       |